# Kita-nagaone
Kita-nagaone är en bergstopp i Antarktis. Den ligger i Östantarktis. Norge gör anspråk på området. Toppen på Kita-nagaone är 2 113 meter över havet.
Terrängen runt Kita-nagaone är varierad. Trakten är obefolkad. Det finns inga samhällen i närheten. 